# Carlos Augusto
Carlos Augusto Zopolato Neves (ur. 7 stycznia 1999 w Campinas) – brazylijski piłkarz, występujący na pozycji obrońcy lub pomocnika we włoskim klubie Inter Mediolan oraz w reprezentacji Brazylii. 
Wychowanek brazylijskiego Corinthians. W swojej karierze występował również we włoskiej Monzie. Posiada również obywatelstwo włoskie.

## Kariera klubowa

### Wczesna kariera
Carlos rozpoczął karierę w Corinthians w wieku 12 lat. Był częścią drużyny, która zdobyła tytuł w Copa São Paulo de Futebol Júnior w 2017 roku.
Zadebiutował w pierwszej drużynie 8 lipca 2018 roku w towarzyskim meczu z Grêmio, a swój pierwszy oficjalny występ zaliczył 4 sierpnia przeciwko Athletico Paranaense. W barwach Corinthians rozegrał 32 oficjalne mecze i strzelił jednego gola. Dwukrotnie zdobył Campeonato Paulista – w 2018 i 2019 roku.

### AC Monza
28 sierpnia 2020 roku Carlos przeszedł na stałe do beniaminka Serie B, Monzy. Swojego pierwszego gola strzelił 12 grudnia 2020 roku w wyjazdowym meczu wygranym 2:0 z Venezią. Drugiego gola zdobył 22 grudnia w wygranym 2:0 meczu z Ascoli. Sezon zakończył z trzema bramkami i dwiema asystami, zostając wybranym do jedenastki sezonu Serie B.
Carlos zadebiutował w Serie A 13 sierpnia 2022 roku w meczu z Torino (1:2). Pierwszego gola w najwyższej klasie rozgrywkowej strzelił 9 października w wygranym 2:0 meczu ze Spezią. Sezon zakończył z sześcioma bramkami i pięcioma asystami.

### Inter Mediolan
15 sierpnia 2023 roku Carlos przeszedł do Interu Mediolan na roczne wypożyczenie z opcją i warunkowym obowiązkiem wykupu.
20 grudnia 2023 roku strzelił swojego pierwszego gola dla Interu w przegranym 1:2 meczu z Bolonią w 1/8 finału Pucharu Włoch.

## Kariera reprezentacyjna
13 grudnia 2018 roku Carlos został powołany do reprezentacji Brazylii U-20 na Mistrzostwa Ameryki Południowej U-20 w 2019 roku.
6 października 2023 roku otrzymał pierwsze powołanie do seniorskiej reprezentacji Brazylii. Zadebiutował 17 października 2023 r. w przegranym 0:2 meczu eliminacji Mistrzostw Świata 2026 przeciwko Urugwajowi.

## Statystyki

### Klubowe
(aktualne na 16 lutego 2025)
| Klub                  | Sezon              | Liga               | Liga  | Liga   | Puchar kraju | Puchar kraju | Puchar ligi | Puchar ligi | Europa | Europa | Inne  | Inne   | Ogólnie | Ogólnie |
| Klub                  | Sezon              | Liga               | Mecze | Bramki | Mecze        | Bramki       | Mecze       | Bramki      | Mecze  | Bramki | Mecze | Bramki | Mecze   | Bramki  |
| --------------------- | ------------------ | ------------------ | ----- | ------ | ------------ | ------------ | ----------- | ----------- | ------ | ------ | ----- | ------ | ------- | ------- |
| Corinthians           | 2018               | Série A            | 7     | 0      | 0            | 0            | 0           | 0           | 1      | 0      | —     | —      | 8       | 0       |
| Corinthians           | 2019               | Série A            | 15    | 1      | 2            | 0            | 2           | 0           | 2      | 0      | —     | —      | 21      | 1       |
| Corinthians           | 2020               | Série A            | 0     | 0      | 8            | 0            | 0           | 0           | 0      | 0      | —     | —      | 3       | 0       |
| Corinthians           | Ogólnie            | Ogólnie            | 22    | 1      | 10           | 0            | 2           | 0           | 3      | 0      | 0     | 0      | 37      | 1       |
| Monza                 | 2020–21            | Serie B            | 30    | 3      | —            | —            | 1           | 0           | —      | —      | 2     | 0      | 33      | 3       |
| Monza                 | 2021–22            | Serie B            | 32    | 2      | —            | —            | 1           | 1           | —      | —      | 4     | 0      | 37      | 3       |
| Monza                 | 2022–23            | Serie A            | 35    | 6      | —            | —            | 2           | 0           | —      | —      | —     | —      | 37      | 6       |
| Monza                 | Ogólnie            | Ogólnie            | 97    | 11     | 0            | 0            | 4           | 1           | 0      | 0      | 6     | 0      | 107     | 12      |
| Inter Mediolan (wyp.) | 2023–24            | Serie A            | 37    | 0      | —            | —            | 1           | 1           | 7      | 0      | 1     | 0      | 46      | 1       |
| Inter Mediolan        | 2024–25            | Serie A            | 18    | 2      | —            | —            | 1           | 0           | 7      | 0      | 2     | 0      | 28      | 2       |
| Inter Mediolan        | Ogólnie            | Ogólnie            | 55    | 2      | 0            | 0            | 2           | 1           | 14     | 0      | 3     | 0      | 74      | 3       |
| Ogólnie w karierze    | Ogólnie w karierze | Ogólnie w karierze | 174   | 14     | 10           | 0            | 8           | 2           | 17     | 0      | 9     | 0      | 218     | 16      |

## Sukcesy

### Corinthians
- Campeonato Paulista: 2018, 2019

Inter Mediolan
- Mistrzostwo Włoch: 2023/2024
- Superpuchar Włoch: 2023